# Aloïs Catteau
Aloïs Catteau   (Moorsele, 11 d'agost de 1877 - Menen, 2 de novembre de 1939) fou un ciclista belga que va córrer entre el 1902 i el 1911. En el seu palmarès no se li coneix cap victòria, però sí diverses posicions entre els deu primers de la classificació general del Tour de França, com ara la tercera en l'edició de 1904.

## Resultats al Tour de França
- 1903. 10è de la classificació general
- 1904. 3r de la classificació general
- 1905. 11è de la classificació general
- 1906. 6è de la classificació general
- 1907. 9è de la classificació general
- 1908. 21è de la classificació general